# Карпов Олександр Миколайович
Карпов Олександр Миколайович — український політик. Народився 1 грудня 1949 р. (село Терещенки, Білопільський район, Сумська область); Кандидат історичних наук, доцент; колишній народний депутат України.

## Біографія
Батько Микола Андрійович (1925) — колгоспник; мати Антоніна Олексіївна (1925–1984) — колгоспниця; дружина Тетяна Борисівна (1952).

### Освіта
Харківський державний університет (1973), історик, викладач історії та суспільствознавства; аспірантура там же.

### Політична діяльність
03.2006 кандидат в народні депутати України від Народного блоку Литвина, № 75 в списку.
Народний депутат України 4-го скликання 04.2002-04.2006 від блоку «За єдину Україну!», № 17 в списку. Член фракції «Єдина Україна» (05.-06.2002), уповноважений представник фракції НДП (06.2002-11.2003), позафракційний (11.2003-02.2004), член групи «Демократичні ініціативи» (02.-05.2004), уповноважений представник групи «Демократичні ініціативи — Народовладдя» (05.-09.2004), член групи «Демократичні ініціативи» (09.2004-09.2005), позафракційний (09.-12.2005), член групи Народного блоку Литвина (з 12.2005); член Комітету у закордонних справах (з 06.2002).
Народний депутат України 3-го скликання 03.1998-04.2002 від НДП, № 14 в списку. На час виборів: народний депутат України, член НДП. Заступник голови фракції НДП (05.1998-05.1999), голова фракції НДП (з 05.1999); член Комітету з питань регламенту, депутатської етики та організації роботи ВР України (з 07.1998).
Народний депутат України 2-го скликання з 04.1994 (2-й тур) до 04.1998, Ленінський виборчій округ № 373, Харківська область, висунутий виборцями. Член Комісії з питань науки та народної освіти, з 12.1996 — член Комітету з питань державного будівництва, діяльності рад і самоврядування. Член групи «Конституційний центр».
- 1966–1968 — токар Харківського заводу транспортного машинобудування імені Малишева.
- 1968–1973 — студент, 1973–1975 — секретар комітету комсомолу, 1975–1978 — аспірант, 1978-08.1994 — асистент, старший викладач, доцент, завідувач кафедри історії КПРС (політичної історії) Харківського державного університету.
- 1992–1994 — генеральний директор Харківського регіонального фонду «Харків прогрес».
- 08.1997-05.1998 — помічник Прем'єр-міністра України.

Член Конституційної Комісії від ВР України, голова секції з питань громадянського суспільства та держави (11.1994-1996).
Заступник голови Народно-демократичної партії з питань організаційно-партійної роботи (11.1998-12.2000), перший заступник голови НДП (12.2000-12.2002); член політвиконкому і Політради НДП (02.1996-2003).
Радник Прем'єр-міністра України на громадських засадах (05.1998-12.1999, 07.2001-11.2002).
Позаштатний радник Президента України (до 01.2005).
Член Постійної делегації ВР України в ПАРЄ (06.2002-05.2006).

### Наукова діяльність
Був завідувачем кафедри політичного менеджменту, професором Академії муніципального управління.
Автор близько 50 наукових статей, монографії; співавтор 3 підручників.

### Нагороди
Почесна грамота Кабінету Міністрів України (07.1999, 11.2001). 
Орден «За заслуги» III ст. (08.1999).

### Світогляд
"Бісмарк жартував, звертаючись до пророків комуністичного майбутнього: якщо ви хочете побудувати соціалізм у якійсь країні, то знайдіть таку, якої вам не жаль. Саме тому ми не будуємо того самого соціалізму. в Україні. І не будемо також, прорубувати вікно у Європу, бо сама історична доля поселила нас у Європі. Але ми хочемо бути там не лише територіально, а й по суті. Ми стали на шлях створення правової держави, дієвої соціально-орієнтованої ринкової економіки, а це означає, що місце України таки в цивілізованій системі європейських координат, а не серед примар учорашнього дня, які ще блукають тією ж Європою. І не лише ми повинні пам'ятати, що ми не одні у світі, а й світ повинен зважати на нас і рахуватися з нами. Хоча б тому, що без вільної, незалежної демократичної Української держави неможливе мирне і демократичне життя європейської спільноти", - цитату взято з книжки Ігоря Шарова.